# Governador Mangabeira
Governador Mangabeira este un oraș în statul Bahia (BA) din Brazilia.